# Eparchie bakuská a ázerbájdžánská
Eparchie bakuská a ázerbájdžánská je eparchie ruské pravoslavné církve nacházející se v Ázerbájdžánu.

## Území a titul biskupa
Zahrnuje správní území státu Ázerbájdžán.
Eparchiálnímu biskupovi náleží titul biskup bakuský a ázerbájdžánský.

## Historie
Eparchie zaujímá území jedné ze starověkých církvi kavkazské Albánie. Šíření křesťanství na území Ázerbájdžánu je spojeno se jménem apoštola Bartoloměje, který zde zemřel jako mučedník.
Pravoslaví se v těchto zemích opět začalo šířit v 19. století s výskytem Rusů a to z důvodu převedení území moderního Ázerbájdžánu z Persie do Ruska.
Dne 19. května 1905 vznikl vikariát Baku, který byl součástí kartalinské a kachetinské eparchie Gruzínského exarchátu pod jurisdikcí Nejsvětějšího synodu. Vikariát pokrýval pravoslavné gubernie Baku a Jelizavetpol Ruské říše.
Po pádu monarchie v březnu 1917 vyhlásilo shromáždění gruzínských duchovních a laiků bez povolení autokefalitu Gruzínské pravoslavné církve. Dne 13. září 1917 byl vytvořen jelizavetpolský vikariát se sídlem ve stejnojmenném městě, který se stal nástupcem vikariátu Baku Gruzínského exarchátu. Do vikariátu byly zahrnuty negruzínské pravoslavné farnosti na území gubernií Baku a Jelizavetpol.
Roku 1919 byla vytvořena samostatná eparchie Baku s názvem eparchie přikaspická a bakuská se sídlem v Baku.
Od roku 1934 se Ázerbájdžán stal součástí stavropolské eparchie. V roce 1936 byl uzavřen poslední pravoslavný chrám v Ázerbájdžánu.
Oživení církevního života začalo po roce 1943. V roce 1944 byly obnoveny bohoslužby v katedrále v Baku a dalších chrámech.
V roce 1998 se Svatý synod rozhodl vytvořit nezávislou eparchii Baku.
Dne 22. března 2011 byly farnosti na území Dagestánu přiřazeny k nové vladikavkazské eparchii.

## Seznam biskupů

### Vikariát kartalinské eparchie
- 1905–1907 Petr (Končujev)
- 1907–1910 Grigorij (Vachnin)
- 1911–1912 Pimen (Pěgov)
- 1912–1917 Grigorij (Jackovskij)

### Jelizavetpolský vikariát tifliské eparchie
- 1917–1917 Grigorij (Jackovskij)
- 1917–1919 Feofilakt (Klementěv)

### Eparchie bakuská a přikaspická
- 1919–1923 Pavel (Vilkovskij)
- 1923–1923 Dimitrij (Dobrosjerdov)
- 1924–1924 Mitrofan (Ogijenko)
- 1924–1928 Arsenij (Sokolovskij)
- 1928–1930 Serafim (Protopopov)
- 1930–1930 Nikon (Purlevskij)
- 1930–1931 Valerian (Rudič)
- 1931–1933 Mitrofan (Polikarpov)
- 1933–1933 Alexandr (Rajevskij)

### Bakuský vikariát stavropolské eparchie
- 1994–1995 Valentin (Miščuk)
- Nikon (Lysenko), archimandrita, jmenován 18. července 1995 ale svěcení neproběhlo

### Bakuská eparchie
- 1999–2021 Alexander (Iščein)
  - 2021–2024 Feofilakt (Kurjanov), dočasný administrátor
- 2023–2024 Filaret (Tichonov), zvolený biskup
- od 2024 Alexij (Smirnov)